# Référendum slovène de 2022
Un référendum à questions multiples a lieu en Slovénie le 27 novembre 2022 afin de permettre à la population de se prononcer sur trois projets de lois portés par le gouvernement Golob. Votés à l'Assemblée nationale, les réformes sont soumises au vote populaire avant leur mise en application, le Parti démocratique slovène — situé dans l'opposition — ayant coordonné des initiatives populaires en ce sens.
Sont ainsi soumises au vote une augmentation de 17 à 20 du nombre maximal de ministères pouvant composer un gouvernement, une réforme augmentant davantage le budget de la santé mais repoussant d'un an cette augmentation, et une réforme des instances dirigeantes de la RTV, la radio-télévision publique slovène.
Pour obtenir le rejet d'une de ces lois, le nombre de votes « Contre » doit atteindre la majorité absolue des suffrages exprimés ainsi qu'au moins 20 % du total des inscrits. 
La population approuve l'ensemble des trois projets de loi, dans ce qui est perçu comme une défaite pour le Parti démocratique slovène, à l'origine de leur mise à référendum, et une victoire pour le gouvernement Golob.

## Contexte

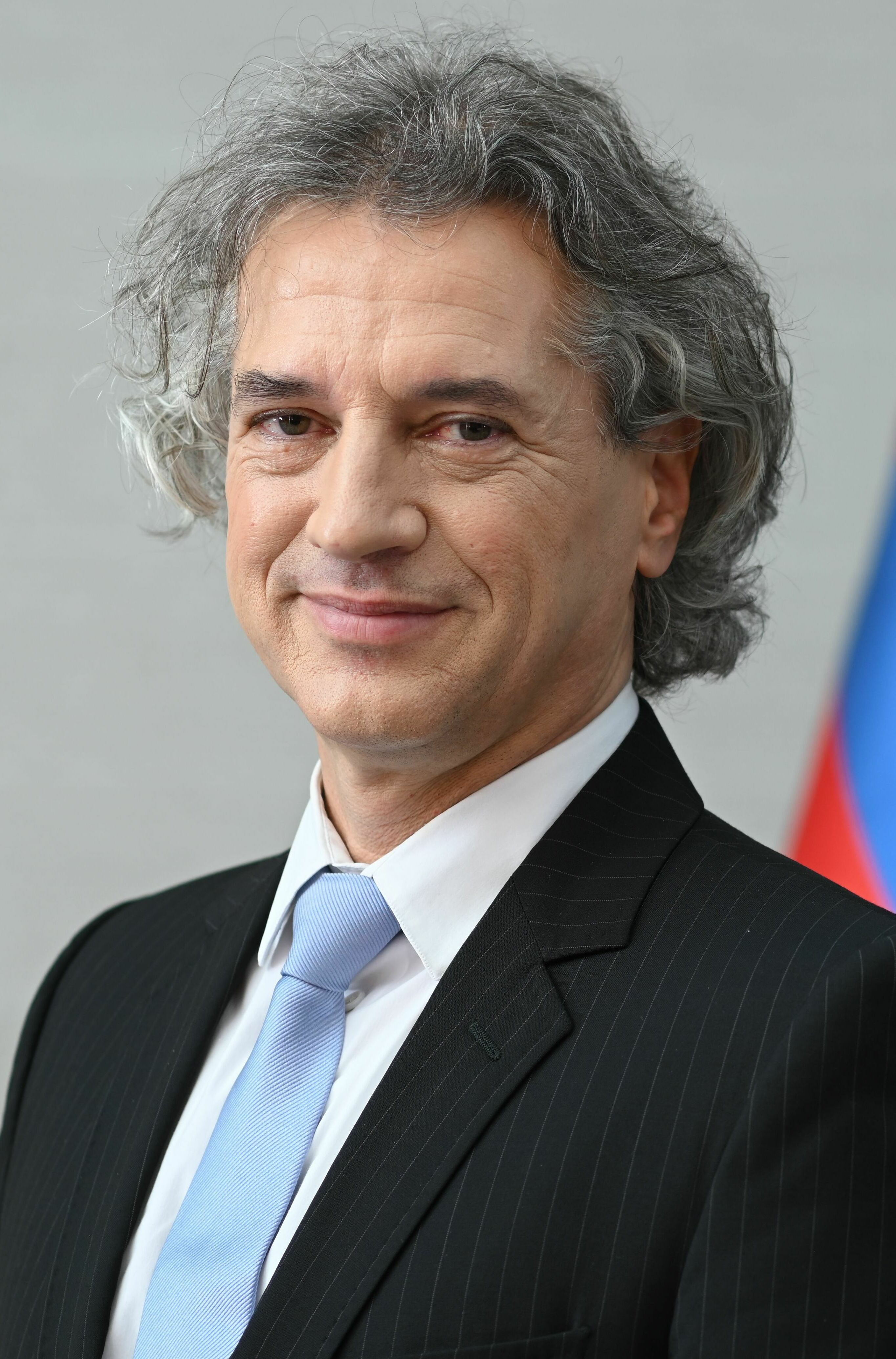
Robert Golob

Les élections législatives organisées en avril 2022 conduisent à une alternance politique avec la défaite du Parti démocratique slovène (SDS) du président du gouvernement sortant Janez Janša. Malgré une légère progression en termes de sièges, le SDS arrive second et voit ses partenaires de coalitions s'effondrer, le privant de sa majorité. Arrivé en tête avec plus de dix points de pourcentages d'avance sur le SDS, le Mouvement pour la liberté (GS) mené par Robert Golob sort grand gagnant du scrutin, le parti manquant même de peu la majorité absolue des sièges malgré un mode de scrutin proportionnel,. Le Mouvement pour la liberté forme par la suite un gouvernement de coalition avec les Sociaux-démocrates (SD) et La Gauche (Levica), qui prend ses fonctions le 1er juin 2022.
Le nouveau gouvernement se retrouve très vite confronté à une stratégie d'opposition tous azimuts du SDS, toujours mené par Janez Janša, qui entreprend de coordonner des initiatives populaires afin de soumettre les réformes gouvernementales à référendum en accord avec les articles 90-1, 97 et 99 de la constitution slovène. Cette dernière permet, en effet, cette forme de démocratie directe contre une loi votée par l'Assemblée nationale lorsqu'un minimum de 2 500 signatures est réunie, puis au moins 40 000 dans un délai d'un mois. En 2011, une stratégie similaire avait permis à Janša de revenir au pouvoir en provoquant la chute du gouvernement Pahor et la tenue d'élections anticipées après le désaveu par les électeurs de plusieurs de ses réformes.

## Objets

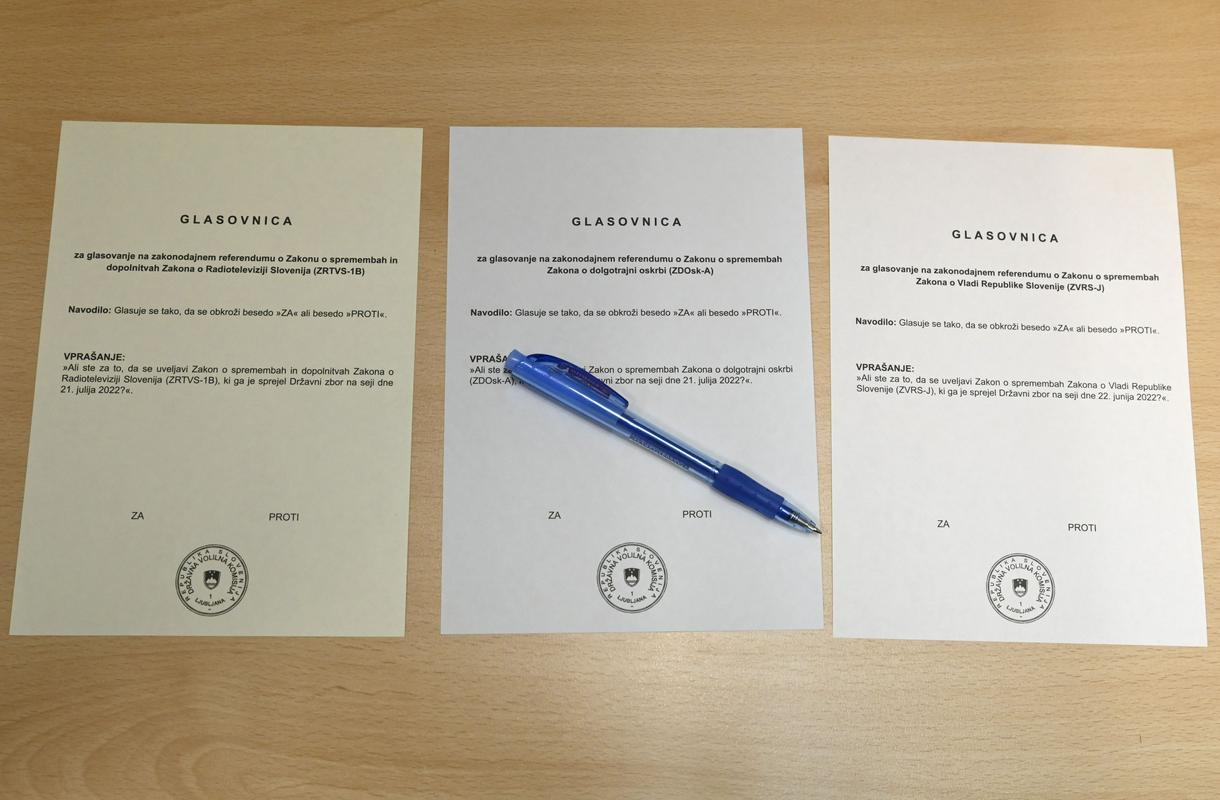
Bulletins de vote utilisés

Trois projets de loi sont concernés, tous votés en juin et juillet 2022, soit juste avant la période de pause politique estivale. La seconde collecte de signatures de chacune des initiatives populaires est par conséquent repoussée à la rentrée, du 1er septembre au 5 octobre 2022. 
Les collectes ayant toutes réunies les 40 000 signatures exigées, le Parlement décide le 18 octobre de soumettre les trois questions lors d'un seul référendum organisé le 27 novembre 2022. Le choix de cette date rencontre l'opposition du SDS, qui propose en vain de l'organiser le Modèle:Dat, en même temps que le second tour des élections municipales, afin de favoriser la participation des électeurs. Le refus du gouvernement amène le référendum à se dérouler entre les deux tours des municipales, qui sont elles-mêmes précédées des deux tours de l'élection présidentielle. Les électeurs slovènes se voient ainsi convoqués aux urnes par cinq fois du dimanche 23 octobre au dimanche 4 décembre, un record dans le pays,. 

### Augmentation du nombre de ministères
Le premier projet concerne une augmentation du nombre de ministères du gouvernement slovène, fixé à 17 par une loi organique. Le gouvernement cherche à le faire passer à 20 en créant un ministère de l'avenir solidaire, celui de l'enseignement supérieur, de la science et de l’innovation, ainsi que le ministère du climat et de l'énergie. 
Le projet est critiqué par l'opposition qui met en avant les coûts supplémentaires engendrés, qualifiés de « gaspillage d'argent » dans un contexte de forte inflation. Le SDS souligne ainsi qu'avec vingt ministres, le gouvernement slovène deviendrait celui en possédant le plus de toute l'Union européenne, et même en Europe. Le gouvernement se défend en accusant le SDS de populisme et en affirmant que cette extension permettra aux nouveaux ministères de mettre en œuvre les réformes prioritaires. Après avoir refusé la veille la proposition du SDS d'organiser un référendum consultatif, la coalition gouvernementale vote le projet le 22 juin 2022 par 52 voix contre 25. Huit jours plus tard, le 29, le SDS présente les 2 500 signatures nécessaires au déclenchement de la procédure d'initiative populaire. La collecte organisée tout au long du mois de septembre amène à la validation le 12 octobre de 52 280 signatures, déclenchant ainsi la mise à référendum,.
La question posée est « Êtes-vous favorable à l'entrée en vigueur de la modification de la loi sur le gouvernement de la République de Slovénie, que l'Assemblée nationale a adoptée lors de sa session du 22 juin 2022 ? ».

### Réforme de la santé
Le gouvernement Golob entreprend une réforme visant à modifier les mesures déjà prises dans le domaine de la santé en décembre 2021 sous le gouvernement Janša. La réforme, votée le 21 juillet par 51 voix contre 24, vise à accorder davantage de budget pour augmenter les salaires et le recruter du personnel, mais repousse en contrepartie ces mesures à 2024 au lieu de 2023. Le gouvernement remet, en effet, en cause le contenu et le financement de la loi, qu'il juge déficients et ne permettant pas sa mise en œuvre. L'opposition menée par le SDS, soutenu par le parti Nouvelle Slovénie (NSi), accuse au contraire le gouvernement d'incompétence, jugeant le délai fixé à 2023 suffisant pour préparer la mise en œuvre de la réforme. Le gouvernement Golob reçoit notamment le soutien de l'Union des associations de retraités de Slovénie (Zdus), qui redoute que la réforme telle que votée en décembre 2021 conduise par manque de financement à une forte augmentation des frais des soins de longue durée. Les 2 500 signatures nécessaires sont réunies sous l'égide du SDS le 28 juillet, suivies le 12 octobre de la validation de 52 182 signatures, déclenchant ainsi la mise à référendum.
La question posée est « Êtes-vous favorable à l'entrée en vigueur de la loi modifiant la loi sur les soins infirmiers, que l'Assemblée nationale a adoptée lors de sa session du 21 juillet 2022 ? ».

### Réforme de la radio-télévision publique

Logo de la RTVSLO

L'entreprise de radio-télévision publique de la Slovénie, la Radiotelevizija Slovenija (RTVSLO), opère plusieurs chaînes de télévision et stations de radio. Elle est chargée de la préservation des archives de la radio-télévision du pays et possède un centre multimédia, une société de production discographique et un orchestre symphonique.
Le gouvernement entreprend à son arrivée au pouvoir de revenir sur la réforme de son organisation adoptée en 2005 sous le gouvernement Janša I. Le conseil d'administration et le conseil des programmes de la RTVSLO, tous deux nommés par l'Assemblée nationale, sont ainsi refusionnés en un unique organe dont les membres sont désignés par la société civile. Le gouvernement met en avant la dépolitisation de l'institution publique en séparant ses instances dirigeantes du pouvoir politique, tandis que l'opposition estime que le projet vise au contraire à remplacer d'un seul coup les deux conseils pour des raisons politiques, ceux-ci ayant été nommés sous les gouvernements précédents. L'absence d'un débat public — la loi ayant été votée dans le cadre de la procédure d'urgence — pour une réforme importante d'un organisme public est notamment très critiquée,.
La réforme est votée à l'Assemblée nationale le 14 juillet 2022 par 53 voix contre 26, mais est soumise le 20 juillet à un véto suspensif du Conseil national — la chambre haute du Parlement slovène — qui, par 16 voix contre 15, force le projet à effectuer un second passage à l'Assemblée. Celui-ci est aussitôt annulé le lendemain par un second vote similaire de l'Assemblée. Le même jour, le SDS et le NSi réunissent les 2 500 signatures requises, avant de faire valider le 12 octobre un total de 52 669 signatures, déclenchant ainsi l'organisation d'un référendum.
La question posée est « Êtes-vous favorable à l'entrée en vigueur de la loi modifiant la loi sur la radio et la télévision de Slovénie, que l'Assemblée nationale a adoptée lors de sa session du 21 juillet 2022 ? ».

## Quorum
Le référendum est légalement contraignant. Néanmoins, pour être valable, un résultat négatif doit cumuler deux conditions : le total de voix pour le « non » doit obtenir la majorité absolue des suffrages exprimés et atteindre le quorum de 20 % des inscrits sur les listes électorales,.

## Résultats

### Ministères supplémentaires
| Choix               | Votants   | Votants | Inscrits | Inscrits |  |
| Choix               | Voix      | %       | %        | Quorum   |  |
| ------------------- | --------- | ------- | -------- | -------- |  |
| Pour                | 399 588   | 56,69   | 23,58    |          |  |
| Contre              | 305 317   | 43,31   | 18,02    | 20 %     |  |
|                     |           |         |          |          |  |
| Votes exprimés      | 704 905   | 99,48   | 41,60    |          |  |
| Blancs et invalides | 3 710     | 0,52    | 0,22     |          |  |
| Total des votants   | 708 615   | 100,00  | 41,82    |          |  |
|                     |           |         |          |          |  |
| Abstentions         | 985 746   |         | 58,18    |          |  |
| Inscrits            | 1 694 361 | 100,00  |          |          |  |

### Loi sur la santé
| Choix               | Votants   | Votants | Inscrits | Inscrits |  |
| Choix               | Voix      | %       | %        | Quorum   |  |
| ------------------- | --------- | ------- | -------- | -------- |  |
| Pour                | 439 376   | 62,27   | 25,93    |          |  |
| Contre              | 266 206   | 37,73   | 15,71    | 20 %     |  |
|                     |           |         |          |          |  |
| Votes exprimés      | 705 582   | 99,55   | 41,64    |          |  |
| Blancs et invalides | 3 209     | 0,45    | 0,19     |          |  |
| Total des votants   | 708 791   | 100,00  | 41,83    |          |  |
|                     |           |         |          |          |  |
| Abstentions         | 985 570   |         | 58,17    |          |  |
| Inscrits            | 1 694 361 | 100,00  |          |          |  |

### Loi sur la RTV
| Choix               | Votants   | Votants | Inscrits | Inscrits |  |
| Choix               | Voix      | %       | %        | Quorum   |  |
| ------------------- | --------- | ------- | -------- | -------- |  |
| Pour                | 443 971   | 62,83   | 26,20    |          |  |
| Contre              | 262 648   | 37,17   | 15,50    | 20 %     |  |
|                     |           |         |          |          |  |
| Votes exprimés      | 706 619   | 99,67   | 41,70    |          |  |
| Blancs et invalides | 2 347     | 0,33    | 0,14     |          |  |
| Total des votants   | 708 966   | 100,00  | 41,84    |          |  |
|                     |           |         |          |          |  |
| Abstentions         | 985 395   |         | 58,16    |          |  |
| Inscrits            | 1 694 361 | 100,00  |          |          |  |

## Analyse
Les électeurs décident de conserver les trois projets de loi à de larges majorité, le scrutin se révélant un vote de confiance envers le gouvernement Golob. Le Parti démocratique slovène perd ainsi son pari et essuie une nouvelle défaite électorale, quinze jours après la défaite de son candidat au second tour de l'élection présidentielle,,.
Les résultats définitifs sont annoncés le 23 décembre. Aucune des trois lois n'ayant été rejetées, celles-ci sont publiées au Journal officiel et entrent en vigueur le lendemain 28 décembre, la mise en œuvre de celle sur la santé intervenant comme prévu le 1er janvier 2024.